# عملية إدارية
العملية الإدارية (Management Process) هي الطريقة المنتظمة بالقيام بالأعمال، التي يمكن تحليلها ووصفها من خلال عناصرها، وفي علم الإدارة فهي تتكون من عدة وظائف إدارية متداخلة تتكون من :التخطيط، التنظيم، التوجيه، الرقابة.
وكل مدير يختص بالقيام بهذه الوظائف بالشكل الأمثل الذي يتيح لمؤسسته أن تكون بالشكل الأفضل.